# Alfhild Tamm
Anna Alfhild Tamm (16 de mayo de 1876-1 de noviembre de 1959) fue una médica sueca y la primera psiquiatra en Suecia.

## Trayectoria
Tamm se graduó en Estocolmo en 1895, obtuvo su título de licenciada en medicina en el Instituto Karolinska en 1905 y, tras haber sido admitida por el  hospital Serafimerlasarettet en 1908, estuvo activa desde 1909 hasta1946.
Tamm fue alumna de Sigmund Freud y estuvo entre los psiquiatras que introdujeron el psicoanálisis en Suecia. Tenía un interés especial en los trastornos del habla.  Junto con Freud, fundó la Sociedad Psicoanalítica Finlandesa-Sueca en 1934 en Estocolmo, bajo los auspicios de la Asociación de Práctica Independiente.

## Vida personal
Convivió durante muchos años con Armgart von Leth, logopeda que contribuyó a la creación de la asociación psicoanalítica. Al morir legó a Armgart gran parte de sus bienes. Está enterrada en el cementerio de Norra en Solna.